# Бархатова (Иркутская область)
Бархатова — деревня в Черемховском районе Иркутской области России. Входит в состав Зерновского муниципального образования. Находится примерно в 25 км к юго-востоку от районного центра.

## Население
| 2002 | 2010 | 2011 | 2012 |
| ---- | ---- | ---- | ---- |
| 158  | ↘135 | ↘134 | ↗136 |